# Ragnhild Sigurdsdatter
Ragnhild Sigurdsdatter fue una princesa de Noruega en el siglo IX, hija de Sigurd Hart rey de Ringerike. Las sagas mencionan que ella y su hermano Guttorm tuvieron una juventud convulsa pues su reino fue atacado por un vikingo llamado Haki que mató a su padre y llevó a los niños consigo a Hadeland, pero antes que pudiera recuperarse de sus heridas y desposarse con Ragnhild fue atacado por Halfdan el Negro que la hizo su reina.

## Familia
Del matrimonio con Halfdan el Negro nació Harald I, el unificador de Noruega. Su historia aparece en Ragnarssona þáttr y Heimskringla. Fagrskinna difiere sobre el parentesco y cita a Ragnhild como hija de Sigurd Ragnarsson, hijo del legendario Ragnar Lodbrok.